# 前田亘輝
前田 亘輝（まえだ のぶてる、1965年〈昭和40年〉4月23日 - ）は、日本の男性ミュージシャン。バンド・TUBEでヴォーカルを務める他、作詞家、作曲家、音楽プロデューサー、馬主としても活動している。神奈川県厚木市出身。愛称は、前ちゃん。

## 来歴
1984年
- 高校時代よりビーイングの事務所や地元厚木市のアツギ・ディレクターズ・カンパニー（ADC）などに通い音楽関係の事務所との関係を築く。ビーイング事務所関係では、浜田麻里のコンサート警備や、LOUDNESSのローディーを担った。
- ビーイング社長の長戸大幸から事務所主催の「シルクロード音楽祭」が開催されることを聞き、参加を決意[2]。そしてシルクロード音楽祭を経て、以前からの友人であった角野秀行、松本玲二、音楽祭で知り合った春畑道哉の4人でアマチュアバンド「パイプライン」を結成。

1985年
- 「パイプライン」は「The TUBE」と改名[注 1]。
6月1日、「The TUBE」のボーカルとしてデビュー。

1987年
- 2月26日 - アルバム『LOOSE』でソロとしてデビュー。

1988年
- 初めてTUBEのシングル曲の作詞を担当（8thシングル『Remember Me』）。

1990年
- 11月21日 - 初のソロシングル『D・A・M・E』をリリース。
- 12月 - ライブツアー「LIVE AROUND CHANGE OF PACE」（北海道・大阪・東京）。

1991年
- 1月 - ライブツアー「LIVE AROUND CHANGE OF PACE」（仙台・福岡・名古屋・東京）。

1993年
- 5月15日 -  Jリーグオープニングマッチ・ヴェルディ川崎VS横浜マリノス（国立競技場）の開会セレモニーで日本国国歌『君が代』の独唱を披露（日本で初めてのスポーツイベントにおける国歌独唱[3]）。
- 11月 - 『Try Boy,Try Girl』をリリース。本作は100万枚には及ばなかったが、日本レコード協会ではミリオン認定されている（売上枚数は82.2万枚）。
- 12月 - シングル『そばにいるよ』をリリース。50万枚を超すヒットを記録。

1997年
- 『進め!電波少年』の企画でヒッチハイクを経験する。6thシングル『君だけのTomorrow』は同企画のテーマ曲。
- 9月 - 女優の飯島直子と結婚。
- ライブツアー「LIVE AROUND '97 NOBODY CAN PRESS MY SOUL」（大阪・横浜・名古屋、3ヶ所6公演）。

2000年
- 5月 - 自身初となるオールナイトニッポン（当時は、@llnightnippon.com時代）のラジオパーソナリティ（単発）を務める。

2001年
- 4月 - 飯島直子と離婚。
- 12月 - ホノルルマラソンに出場。

2002年
- テレビ朝日でソルトレークシティオリンピックのキャスターを担う。

2008年
- 7月12日・13日 - 喉の不調により、TUBEの名古屋センチュリーホールでのライブが順延となる。
- 7月29日 - サッカー北京五輪壮行試合「日本VSアルゼンチン戦」で国歌斉唱。
- キリンビールの第三のビール「スムース」のCMソングを担当。ジグソーの『スカイ・ハイ』をNOB SUMMER名義でカバーする。

2015年
- TUBEのデビュー30周年記念ツアーを行う。12月20日、ツアー最終公演となった横浜アリーナで、近く声帯のう胞除去手術を受けることを明らかにした[4]。

2018年
- 浦和競馬場の重賞競走であるテレ玉杯オーバルスプリントにて、自身が所有するノブワイルドが1着となり、馬主として初の重賞制覇を果たす[5]。

2024年
- 10月26日 - SMBC日本シリーズ2024・横浜DeNAベイスターズー福岡ソフトバンクホークス 第1戦の国歌独唱を横浜スタジアムにて行う。[6]スポーツイベントでの国歌独唱は1993年のJリーグオープニングマッチ開会セレモニー以来2度目となる。[7]

## 人物・エピソード
神奈川県立座間高等学校在学中からビーイングの事務所に通い、同事務所所属アーティストやスタッフと交流を深める。3年生の時、学校に休学届を提出。本格的に音楽関係の仕事に従事するが、そのために仕事が多忙となり、学校を中退した。
趣味の一つにゴルフがある。ゴルフを本格的にしたいがためにギターをやめたという逸話があるほど。ミュージックステーションのトークで「ゴルフをやっているとギターが弾けなくなるんですよ、だからギターをやめたんです」と発言、司会のタモリに「ミュージシャンなら普通は逆だろ」と突っ込まれた（但し、弾き語りなどの形でアコースティック・ギターを弾くことがあるため、完全にギターをやめたというわけではない） 。毎年1月にハワイで行われる「ソニーオープン」では、プロアマに参加している。また、その他の芸能人チャリティーゴルフにも度々参戦。2015年のザ・レジェンド・チャリティプロアマトーナメントでは著名人の部で優勝した。TUBEのコンサートライブツアー中にもゴルフバッグを持ち歩き、移動日など地方のコースも回っているという。他にも、水上オートバイを趣味しており、2007年7月5日の朝日新聞では、その水上オートバイにまつわるエピソードが紹介された。初めて水上オートバイに乗ったのはハワイであったこと、以来、時間を見つけては千葉県や伊東市の海で楽しんでいると語っている。
付き合いが良いことでも知られ、芸能界での交友関係も広い。重ねて自身の「スポーツ好き」なことから、スポーツ界での交友関係も広いことで知られる。芸能界では、織田哲郎、松山千春、ASKA、稲葉浩志、織田裕二、タモリ、和田アキ子、諸星和己らの名が挙げられる。特に、デビュー当初から公私共に仲が良いとして知られるのは、THE ALFEEの坂崎幸之助で、互いのラジオ番組に友人として度々出演している。坂崎からは「亘輝」という名前が読みづらかったせいか、｢カキテル｣と呼ばれているが、前田本人は「ヘンに思われるからもうやめてください（笑）」とこぼしている。また、ASKAはミュージックステーションで共演した時に「前田は付き合いが良くて、誘えば必ず出てくる犬みたいな奴だ」と付き合いの良さを評価していた。スポーツ界ではラモス瑠偉、丸山茂樹、横尾要、宮本和知、井上康生、武田修宏、前園真聖、古田敦也らと親しい。
近年は、他アーティストへの詞曲提供も多い。NO PLAN、宮本和知、リュ・シウォン等。また、メンバーの春畑道哉と共にPIPELINE PROJECT名義で菅野美穂、MAX、椎名へきる、V6等に楽曲提供している。
英国のヘヴィ・メタル・バンド 「アイアン・メイデン」 のファンである。
愛煙家である。近年は、喉の不調やポリープが見つかったこともあり、やや喫煙本数を控えているという。
漫画が好きで、特に『週刊少年ジャンプ』は7歳の時から欠かさずに購読しているという。同誌に掲載されている漫画『NARUTO -ナルト-』の劇場版アニメ『劇場版 NARUTO -ナルト- 大激突!幻の地底遺跡だってばよ』の主題歌を、TUBEとして担当が決定した際は非常に歓喜した。
1997年、飯島直子と結婚するも2001年に離婚。
2012年7月、同姓の前田敦子のAKB48卒業を受け、アルバム『SUMMER ADDICTION』のキャッチフレーズを「夏の前田は卒業しません!」とした。因みに、AKB48のプロデューサーである秋元康とも以前から交流がある。

### 馬主として
前田は映画『シービスケット』を飛行機の中で見て感動したのをきっかけに競馬に興味を持ち、馬主資格を取得。最初の所有馬コイシテムーチョ、ノブサマーは未出走のまま競走馬登録を抹消されたが、ノブクィーンが2009年7月25日の札幌新馬戦で友人の藤田伸二の騎乗でデビュー（3番人気5着）。2010年9月12日にノブヴィクトリーが札幌新馬戦で8番人気で勝利し、馬主として初勝利を挙げた。
2013年にノブオズボーンが年間2勝、2014年にノブワイルドが勝利しJRA4勝目となったが、そのうち3勝が8、9月の夏競馬で挙げている。
2018年9月24日の交流重賞・テレ玉杯オーバルスプリント（浦和競馬場）にて、JRAから南関東公営競馬浦和競馬場の小久保智厩舎へ移籍していたノブワイルドが優勝し、自身としても念願の重賞初制覇となった。

## ディスコグラフィ

### シングル
|     | リリース日     | タイトル               | 楽曲制作                                                | CDコード | 詳細 | 最高位              | 収録アルバム |
| 1st | 1990年11月21日 | D・A・M・E             | 作詞：前田亘輝 作曲：前田亘輝・UNI 編曲：M-Project      | CSDL3208 | JTSomeTimeLIGHT CMソング | Change of Pace      | 35位         |
| 2nd | 1991年12月1日  | Merry Christmas To You | 作詞：前田亘輝 作曲：UNI 編曲：M-Project                | SRDL3419 | | GAMBLE              | 20位         |
| 3rd | 1992年11月1日  | Christmas For You      | 作詞：前田亘輝 作曲：前田亘輝・UNI 編曲：M-Project      | SRDL3564 | テレビ朝日系 「大空港'92」エンディングテーマ                                                                                     | Single Collection + | 10位         |
| 4th | 1993年11月10日 | Try Boy,Try Girl       | 作詞：前田亘輝 作曲：UNI 編曲：UNI                      | SRDL3758 | 日本テレビ系 「ワールドグランド チャンピオンズ カップ'93」テーマソング                                                           | HARD PRESSED        | 2位          |
| 5th | 1993年12月12日 | そばにいるよ           | 作詞：前田亘輝 作曲：UNI 編曲：UNI                      | SRDL3776 | TBS系 「情報スペースJ」 エンディングテーマ                                                                                       | Single Collection + | 6位          |
| 6th | 1997年9月18日  | 君だけのTomorrow       | 作詞：前田亘輝・UNI 作曲：前田亘輝・UNI 編曲：M-Project | SRDL4412 | 電波少年の企画から 生まれた。 カップリングの 「J's dream〜 夢をつかむまで〜」 は尾崎将司のツアー通算100勝記念 として作られた曲。 | HARD PRESSED        | 6位          |
| 7th | 2002年1月30日  | Always                 | 作詞：前田亘輝 作曲：前田亘輝 編曲：PIPELINE PROJECT    | SRCL5283 | テレビ朝日系 ソルトレークシティオリンピック テーマソング                                                                         | Single Collection + | 15位         |
| 8th | 2007年5月9日   | 恋ノウタ               | 作詞：前田亘輝 作曲：本間昭光 編曲：中村太知            | AICL1820 | フジテレビ フラワーセンター イメージソング                                                                                       | Single Collection + | 18位         |

### オリジナル・アルバム
|     | リリース日     | タイトル                     | CDコード | 詳細                                                    | 最高位 |
| 1st | 1987年2月26日  | LOOSE                        | 28DH622  | 全曲洋楽カバー。編曲は中島正雄。                        | -      |
| 2nd | 1988年11月21日 | Feel Me                      | 32DH5162 |                                                         | 13位   |
| 3rd | 1989年12月1日  | SMASH                        | CSCL1065 |                                                         | 32位   |
| 4th | 1990年12月21日 | Change of Pace               | CSCL1622 |                                                         | 23位   |
| 5th | 1991年12月12日 | GAMBLE                       | SRCL2269 |                                                         | 18位   |
| -   | 1993年2月1日   | 前田亘輝 & HIS BLUES FRIENDS | SRCL2566 | 生沢佑一（TWINZER）、近藤房之助、永井隆、Qunchoと共演。 | 6位    |
| 6th | 1997年12月12日 | HARD PRESSED                 | SRCL4155 | ロサンゼルスでの録音。                                  | 8位    |

### ミニ・アルバム
|  | リリース日    | タイトル     | CDコード                                | 詳細              | 最高位 |
|  | 2018年2月14日 | My Legends I | AICL3485/6（初回盤） AICL3487（通常盤） | 初回限定盤はDVD付 | 8位    |

### ベスト・アルバム
|  | リリース日    | タイトル            | CDコード                                    | 詳細              | 最高位 |
|  | 2007年6月27日 | Single Collection + | AICL1837/8（初回限定盤） AICL1839（通常盤） | 初回限定盤はDVD付 | 8位    |

### 映像作品
|  | リリース日    | タイトル                                 | 商品コード               | 詳細 |
|  | 1992年2月1日  | NOBUTERU MAEDA Video clips 1988〜1991    | VHS：SRVM290 LD：SRLM290 |      |
|  | 1998年3月11日 | LIVE AROUND '97 NOBODY CAN PRESS MY SOUL | VHS：SRVM5616            |      |

### 書籍
|  | リリース日 | タイトル     | 商品コード         | 詳細                                                       |
|  | 2006年7月  | みんなのうみ | ISBN 9784861130137 | TUBEシングル46th「みんなのうみ」の絵本の著者（文）として。 |

## プロデュース作品・提供作品

### プロデュース作品
- Riding「こんな僕でも」（SG）（1999年6月30日）
- 映画「サラリーマン金太郎」サウンドトラック（1999年11月10日）

### 提供作品
- 柳ジョージ
  - 傷心（作詞・作曲）
- 宮本和知
  - ALL OR NOTHING
- NO PLAN
  - Oh サマー!（NO PLANとの共同作詞・作曲）
- リュ・シウォン
  - AISAN BLOW （作詞）
  - 必然のストーリー （作詞）
  - with you （作詞）
- 諸星和己
  - サヨナラなんて言えそうにない（作詞、輝太朗名義）
- TOKIO
  - -遥か-（作詞）
- Dream5
  - 僕らのナツ!!（作詞）

## 参加作品
- 『筒美京平 SONG BOOK』（2021年3月24日） - 「さらば恋人」

## 出演

### ラジオ番組
- OH!ZIPANGLE（1990年10月 - 1991年3月（月 - 金）、文化放送）
- 前田亘輝のOnly Good Times（1996年、TOKYO FM（JFN系））
- ハノハノパラダイス（1999年10月7日 - 2000年9月21日、NACK5・K-JAPAN）
- Asahi SUPER DRY Access All Area（1999年12月19日、TOKYO FM（JFN系））
  - ミレニアムトークスペシャル（坂崎幸之助との対談）
- TUBE 前田亘輝の@llnightnippon.com情熱の暴走ラジオ（2000年5月13日、ニッポン放送）
- Come Together（2003年5月12日 - ?、TOKYO FM）
- TUBE 前田亘輝と歌姫たち（2004年7月18日、ニッポン放送）
- 前田亘輝のオールナイトニッポン（2006年4月7日、ニッポン放送）
- 前田亘輝 YOU達HAPPY（2011年4月4日 - 、NACK5） - 同年10月からラジオ大阪、東海ラジオでも放送開始
- Side Seat Story（2015年4月 ‐ 2016年3月、FM YOKOHAMA ）
- TUBE前田亘輝 ラジオで前フェス（2021年8月11日、ニッポン放送）[15]
- TUBE前田亘輝のオールナイトニッポンGOLD（2020年7月3日、2022年8月4日、2024年5月29日、ニッポン放送）[16][17][18]
- TUBE、9年ぶりに甲子園やるってよ！(2024年4月5日 - 7月26日、エフエム大阪)[19]
- 祝100年！いとしの甲子園（2024年8月3日、NHKラジオ第1）コメント出演[20]

### テレビ番組
- 近藤真彦＆前田亘輝 男ふたりの冒険旅inタイランド〜風と歌を感じて（2025年3月16日〈予定〉 - 、日テレプラス） - 近藤真彦と共演[21]

### CM
- サントリーフーズ「GREEN DA・KA・RA」『晴れ空マエダくん』篇（2021年7月3日 - ） - TUBEの楽曲『あー夏休み』の替え歌を歌唱[22]